# Spanska Guinea

Spanska Rio Munis vapen.

Spanska Guinea (spanska: Guinea Española) var under åren 1926–1968 en spansk besittning i det som senare kom att bli den självständiga staten Ekvatorialguinea.

## Historia
Enligt europeisk historieskrivning brukar den portugisiske äventyraren Fernando Pó – som sökte en sjöväg till Indien – räknas som upptäckare av ön Bioko (av ursprungsbefolkningen Bubifolket kallad Otcho) år 1472. Pó själv gav ön namnet Formosa ("vacker"), men den uppkallades snart efter sin europeiska upptäckare. Fernando Pó och den närbelägna ön Annobón kolonialiserades 1474 av det portugisiska imperiet, som behöll kontrollen till 1778, då ögruppen och de kommersiella rättigheterna till fastlandet mellan floderna Niger och Ogooué överläts till Spanien i utbyte mot landområden i på den amerikanska kontinenten (fördraget från El Pardo, 1778). Åren 1827 till 1843 hade Storbritannien en bas på ön, under förevändning att motarbeta slavhandeln (som fanns innan européerna anlände, och skulle fortsätta ännu en tid). I slutet av 1800-talet anlades plantager för kaffe och kakao, vilket ledde till ökad import av arbetskraft – ofta under slavliknande förhållanden.
År 1885 införlivades även fastlandsområdet Río Muni, först som protektorat och från 1900 som koloni, sedan Spanien och Frankrike i ett fördrag enats om gränsdragningarna. Från 1926 räknades Fernando Pó, Annobón och Río Muni till kolonin Spanska Guinea. Under det spanska inbördeskriget (1936–1939) tog nationalister (fascister) från Fernando Pó redan 1936 över kontrollen från det republikanskt ledda Río Muni.
År 1959 ändrades områdets status till spanskt protektorat, i ett försök från spansk sida att – trots tidens våg av avkolonialisering – behålla området som en del av Spanien. Under tryck från såväl lokala nationalister som FN hölls i augusti 1968 en folkomröstning, där 63 procent röstade för självständighet – vilket erkändes i oktober samma år.

### Fotnoter
1. ↑  ”World Statesmen”. http://www.worldstatesmen.org/Equatorial_Guinea.html. Läst 16 mars 2012.
2. ↑  Clarence-Smith, William G. "African and European Cocoa Producers on Fernando Poo, 1880s to 1910s." Journal of African History 35 (1994): 179-179.